# 华北耧斗菜
华北耧斗菜（学名：Aquilegia yabeana）为毛茛科耧斗菜属下的一个种。

## 扩展阅读
- 維基物種上的相關：华北耧斗菜